# Sogamoso
Sogamoso è un comune della Colombia facente parte del dipartimento di Boyacá. Si tratta della seconda città del dipartimento per numero di abitanti.
Il comune venne istituito il 6 settembre 1810.